# Mizuho Ishida
Mizuho Ishida (石田 瑞穂, Ishida Mizuho) est une ancienne joueuse de volley-ball japonaise née le 22 janvier 1988 à Tomioka. Elle mesure 1,74 m et jouait au poste de réceptionneuse-attaquante. Elle a totalisé 114 sélections en équipe du Japon. Elle a mis un terme à sa carrière de volleyeuse professionnelle en mai 2019.

## Clubs
| Club              | De        | À         |
| ----------------- | --------- | --------- |
| Takefuji Bamboo   | 2006-2007 | 2008-2009 |
| Hisamitsu Springs | 2009-2010 | 2013-2014 |
| Denso Airybees    | 2014-2015 | 2018-2019 |

## Palmarès

### Équipe nationale
- Grand Prix Mondial
  - Finaliste : 2014.

### Clubs
- V Première Ligue
  - Vainqueur : 2013, 2014.
  - Finaliste : 2012.
- Coupe de l'impératrice
  - Vainqueur : 2009, 2012, 2013.
  - Finaliste : 2017.
- Tournoi de Kurowashiki
  - Vainqueur : 2013, 2017.
- Championnat AVC des clubs
  - Vainqueur : 2014.